# Setembro
Setembro é o nono e pré-antepenúltimo mês do ano no calendário gregoriano, tendo a duração de 30 dias. Setembro deve o seu nome à palavra latina septem (sete), dado que era o sétimo mês do calendário romano, que originalmente começava em Março.
Setembro é um mês de início de outono no hemisfério norte e início de primavera no hemisfério sul. Portanto, setembro no hemisfério sul é o equivalente sazonal de março no hemisfério norte e vice-versa.
Em 21 ou 22 de Setembro, o Sol cruza o equador celeste rumo ao sul; é o equinócio de setembro, começo do outono no Hemisfério Norte e da primavera no Hemisfério Sul.
A Igreja Católica dedica o mês de Setembro à Biblia, às Dores de Maria e aos Arcanjos.

## Eventos

Independência do Brasil

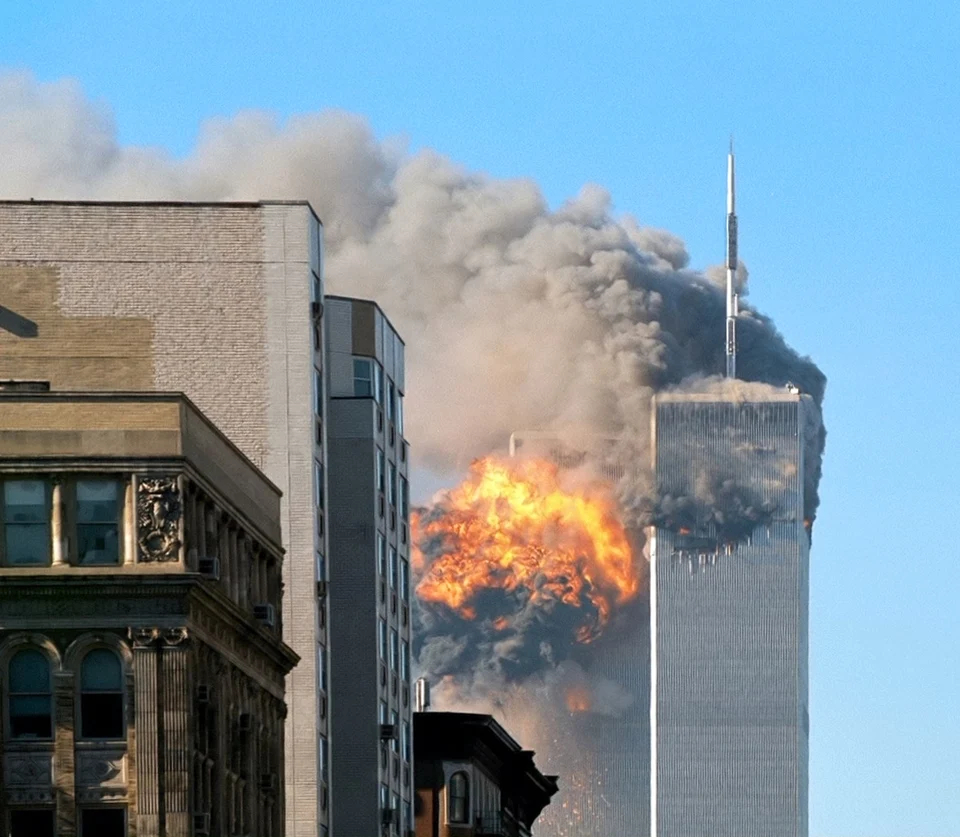
Ataques de 11 de setembro de 2001

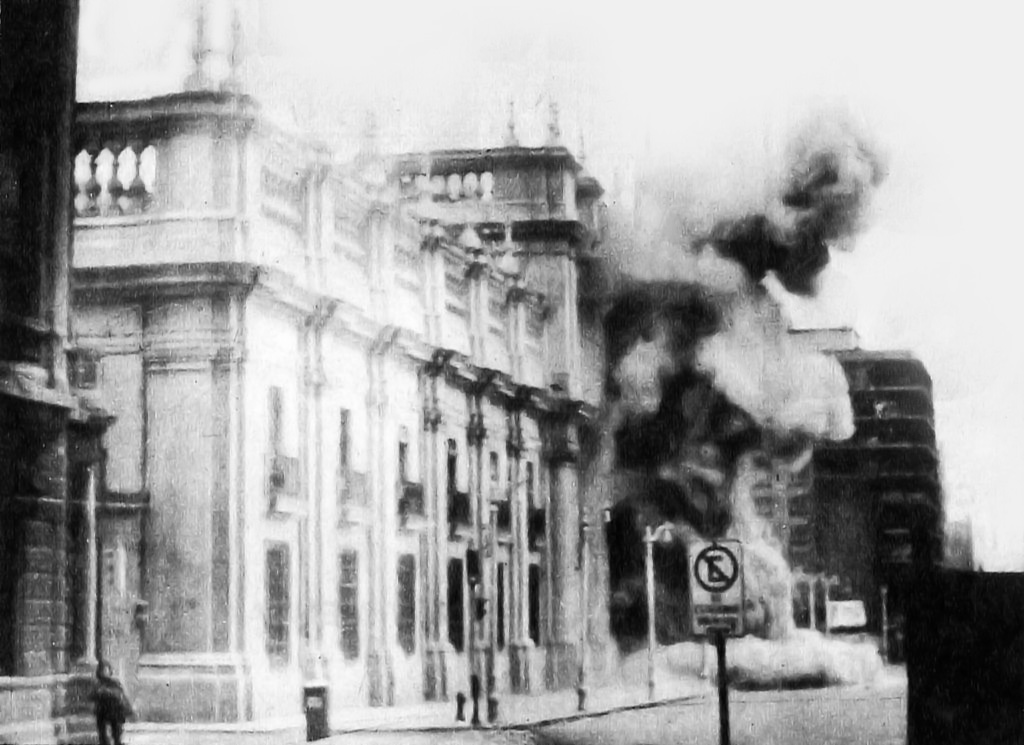
Golpe de Estado no Chile em 1973

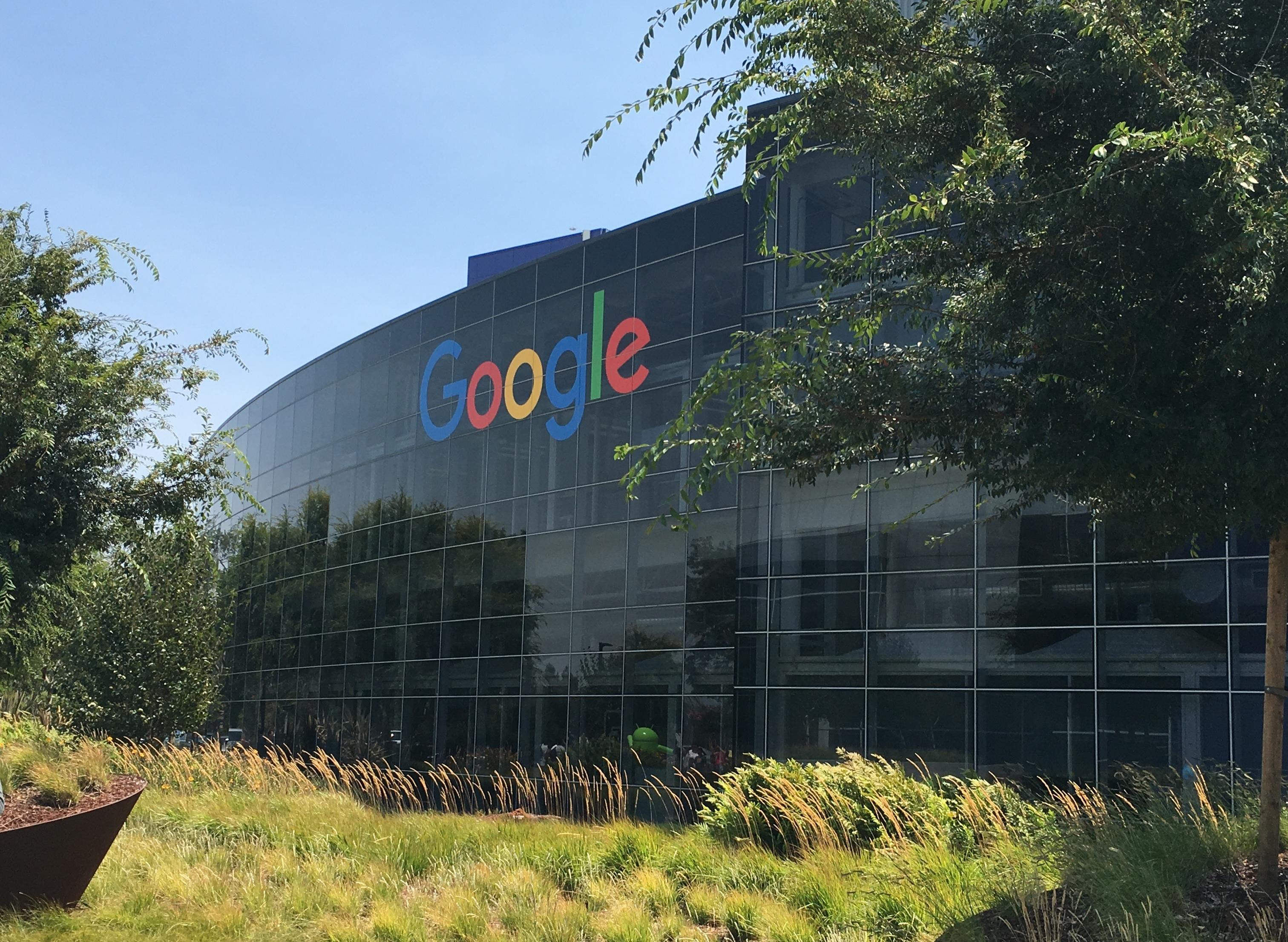
Fundação do Google

- 4 de setembro de 1998 — Fundação do mecanismo de busca na Internet, Google.
- 7 de setembro de 1822 – Independência do Brasil de Portugal
- 11 de setembro de 1973 — Um golpe militar no Chile liderado pelo general Augusto Pinochet derruba o presidente democraticamente eleito Salvador Allende. Pinochet exerce poder ditatorial até ser destituído por um plebiscito em 1988, permanecendo no poder até 1990.
- 11 de setembro de 2001 — Os Ataques de 11 de setembro, uma série de ataques suicidas coordenados, matando 2 996 pessoas usando quatro aviões sequestrados por 19 membros da al-Qaeda. Dois aviões se chocam contra o World Trade Center em Nova Iorque, um terceiro se choca contra o Pentágono, Condado de Arlington, Virgínia, e um quarto cai em um campo perto de Shanksville, Pensilvânia.
- 18 de setembro de 1950 — Inauguração da TV Tupi em São Paulo, a primeira emissora de televisão do Brasil.
- 19 de setembro de 1990 – Regulamentação do Sistema Único de Saúde. Um dos mais importantes patrimônios do Brasil, o sistema público de saúde, amparado pela Lei 8.080/1990.
- 27 de setembro de 1953 – Fundação da Record no Brasil.
- 27 de setembro de 2007 – Inauguração da Record News, primeiro canal de notícias 24h na TV aberta do Brasil.

## Nascimentos

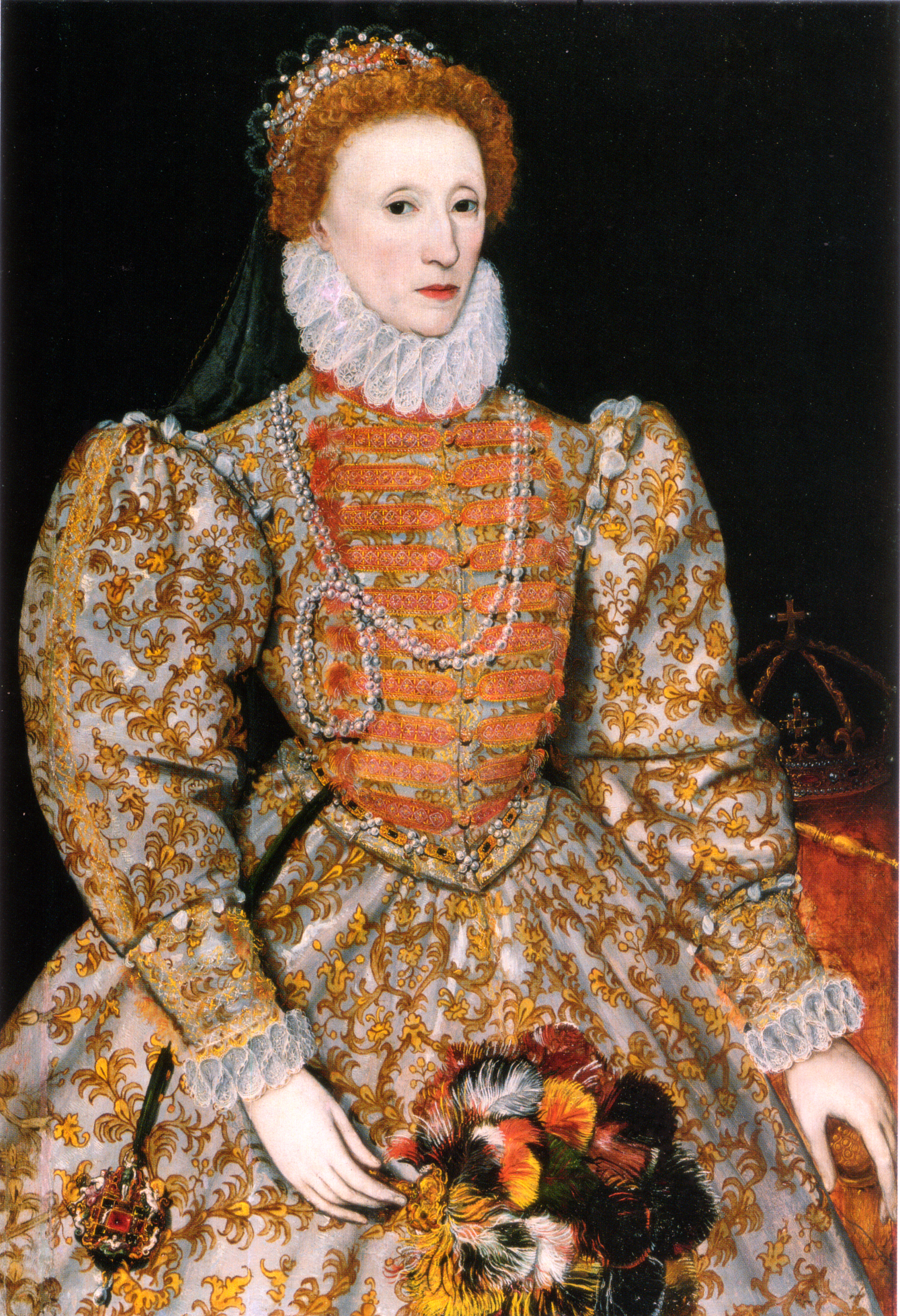
Isabel I de Inglaterra

Juscelino Kubitschek

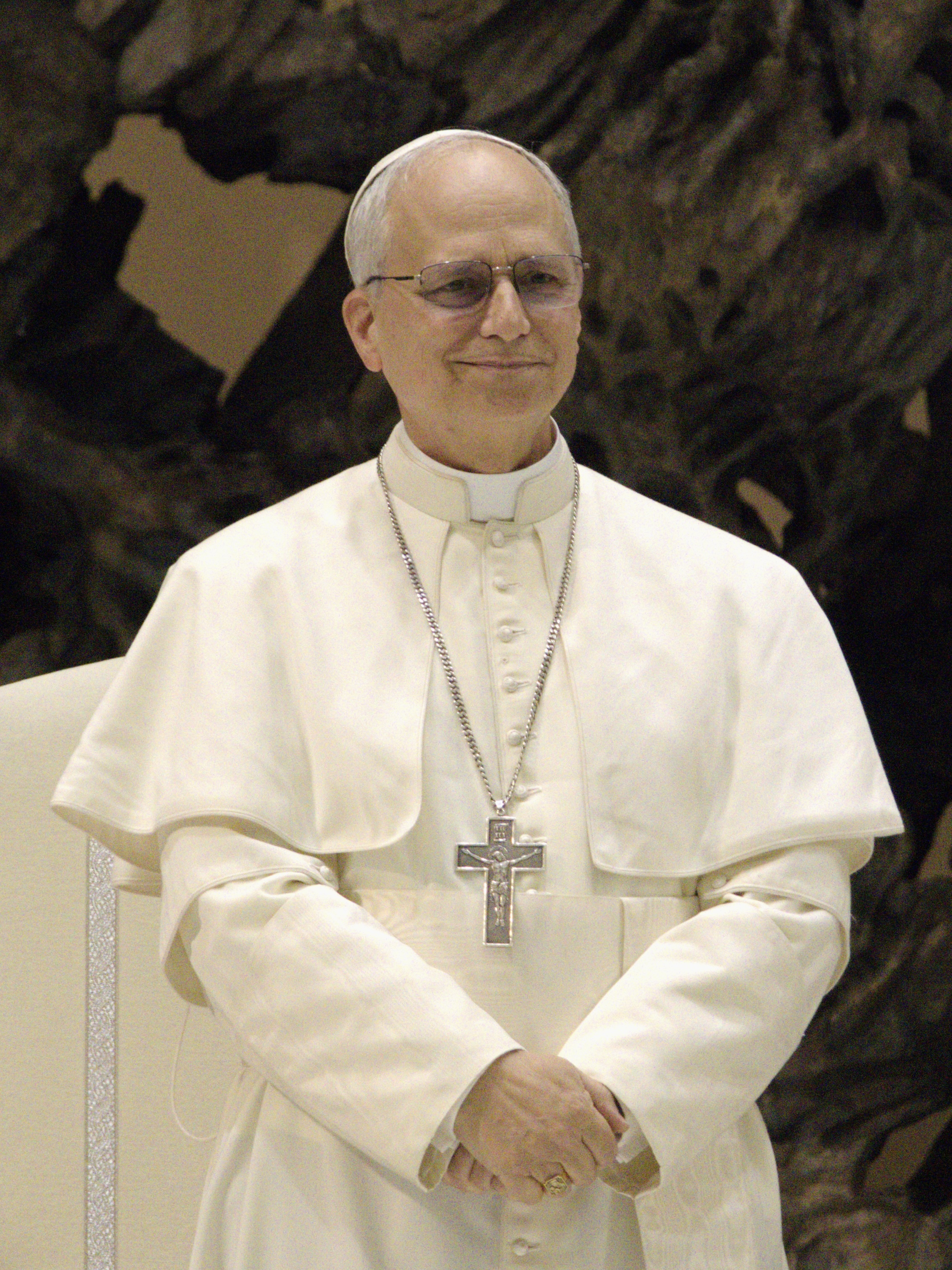
Papa Leão XIV

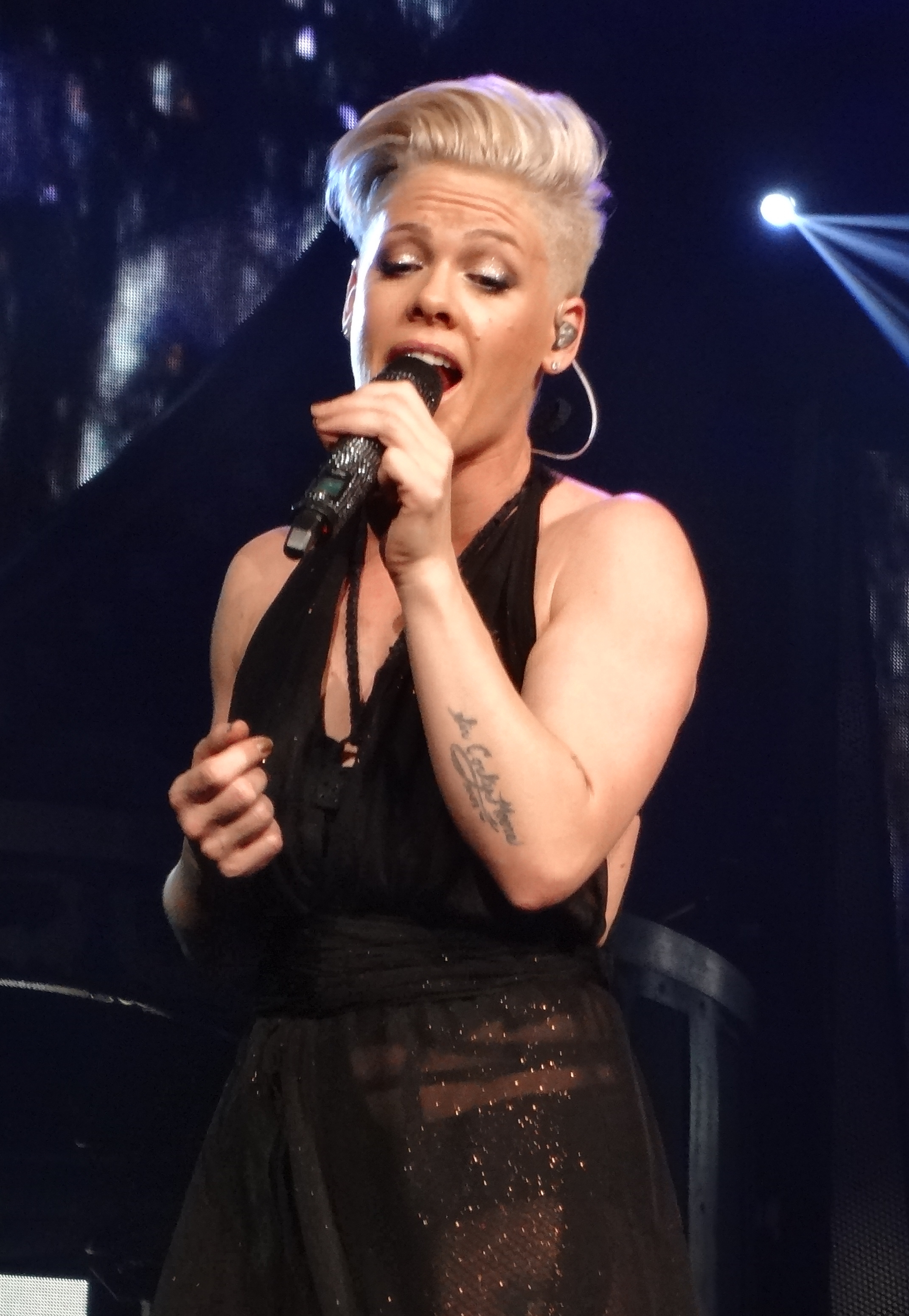
P!nk

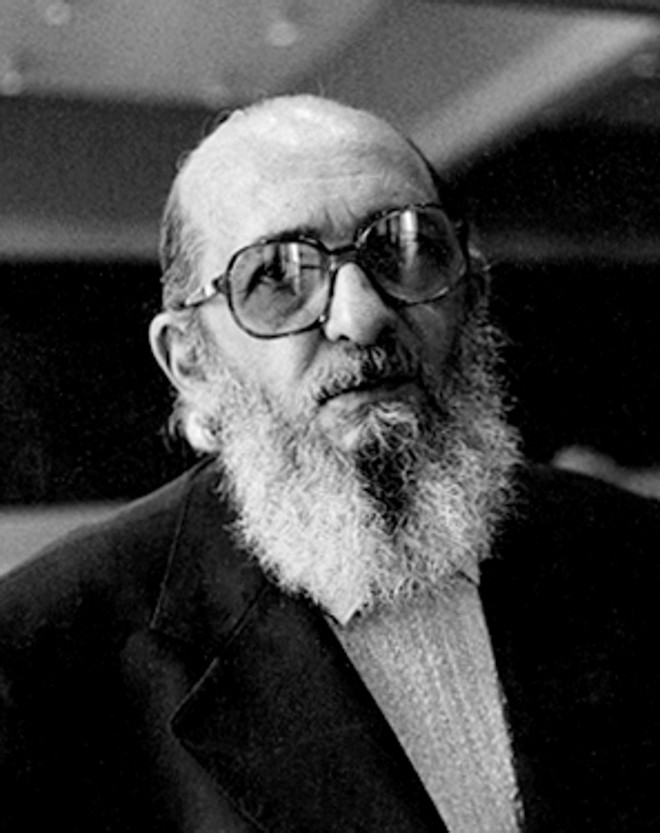
Paulo Freire

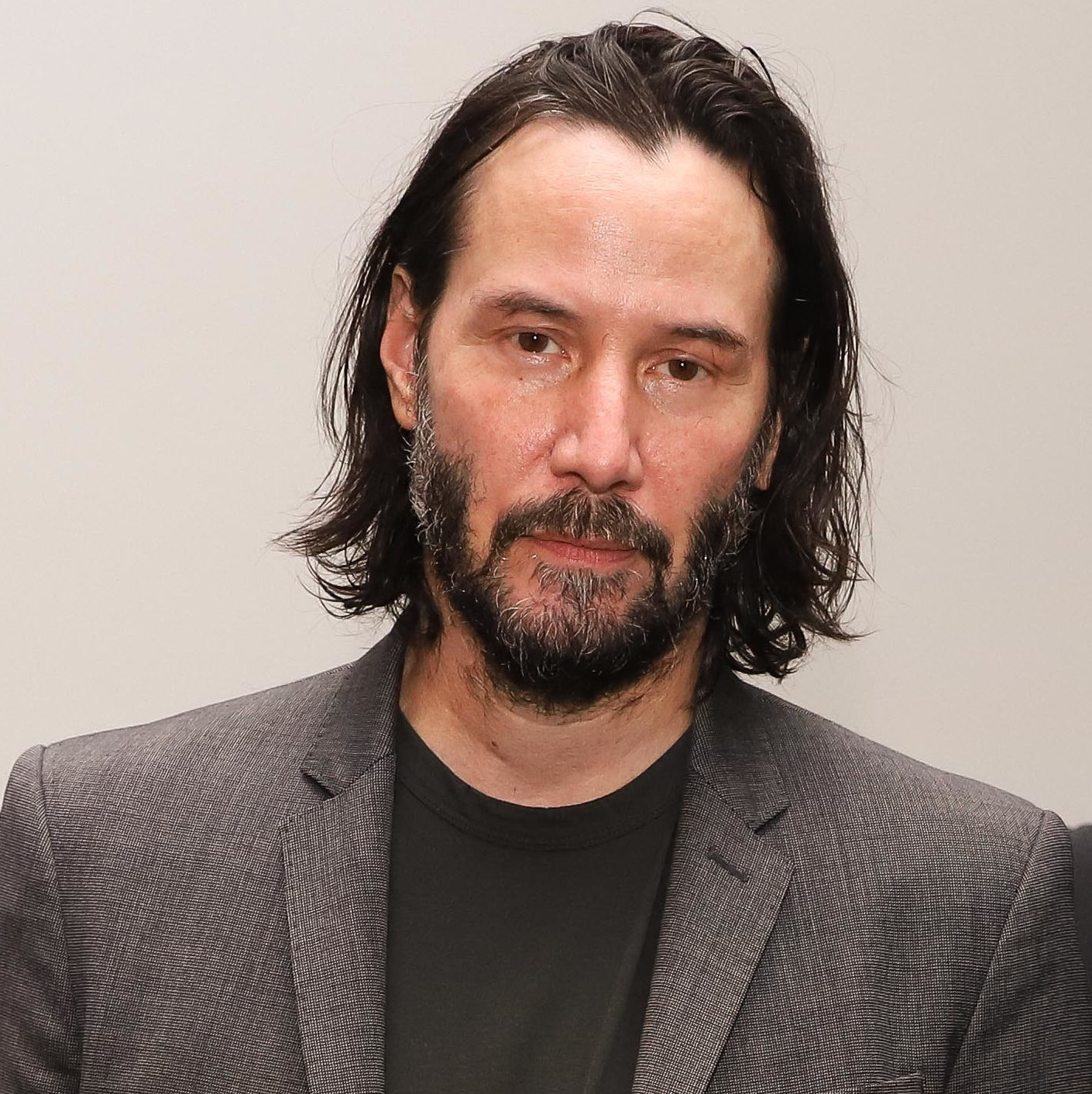
Keanu Reeves

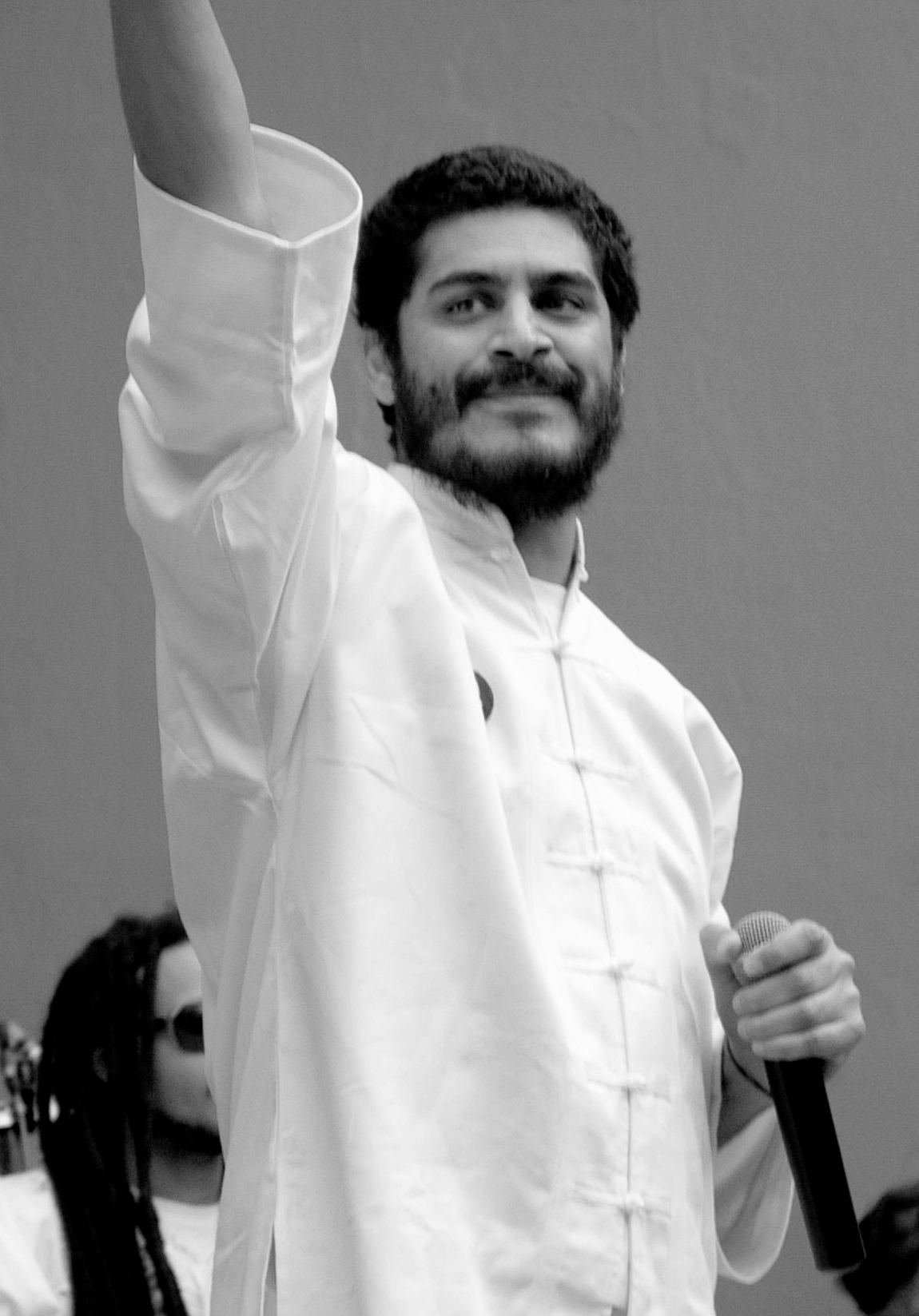
Criolo

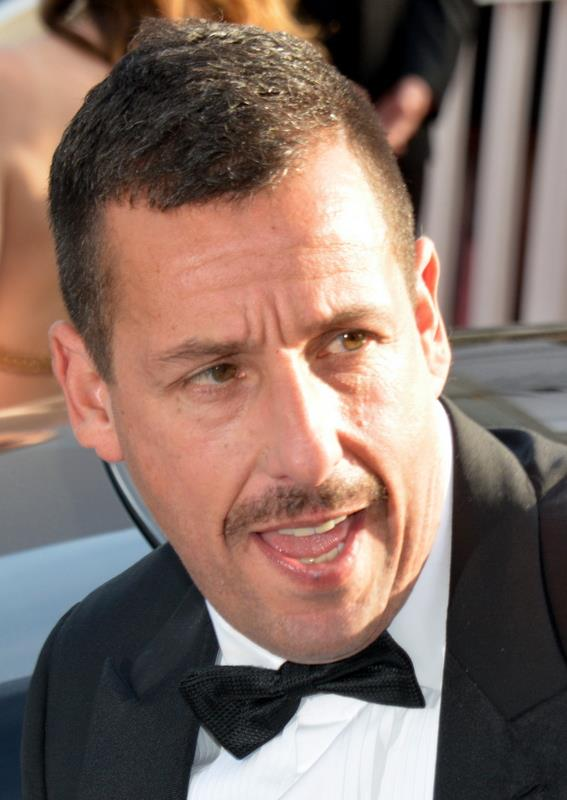
Adam Sandler

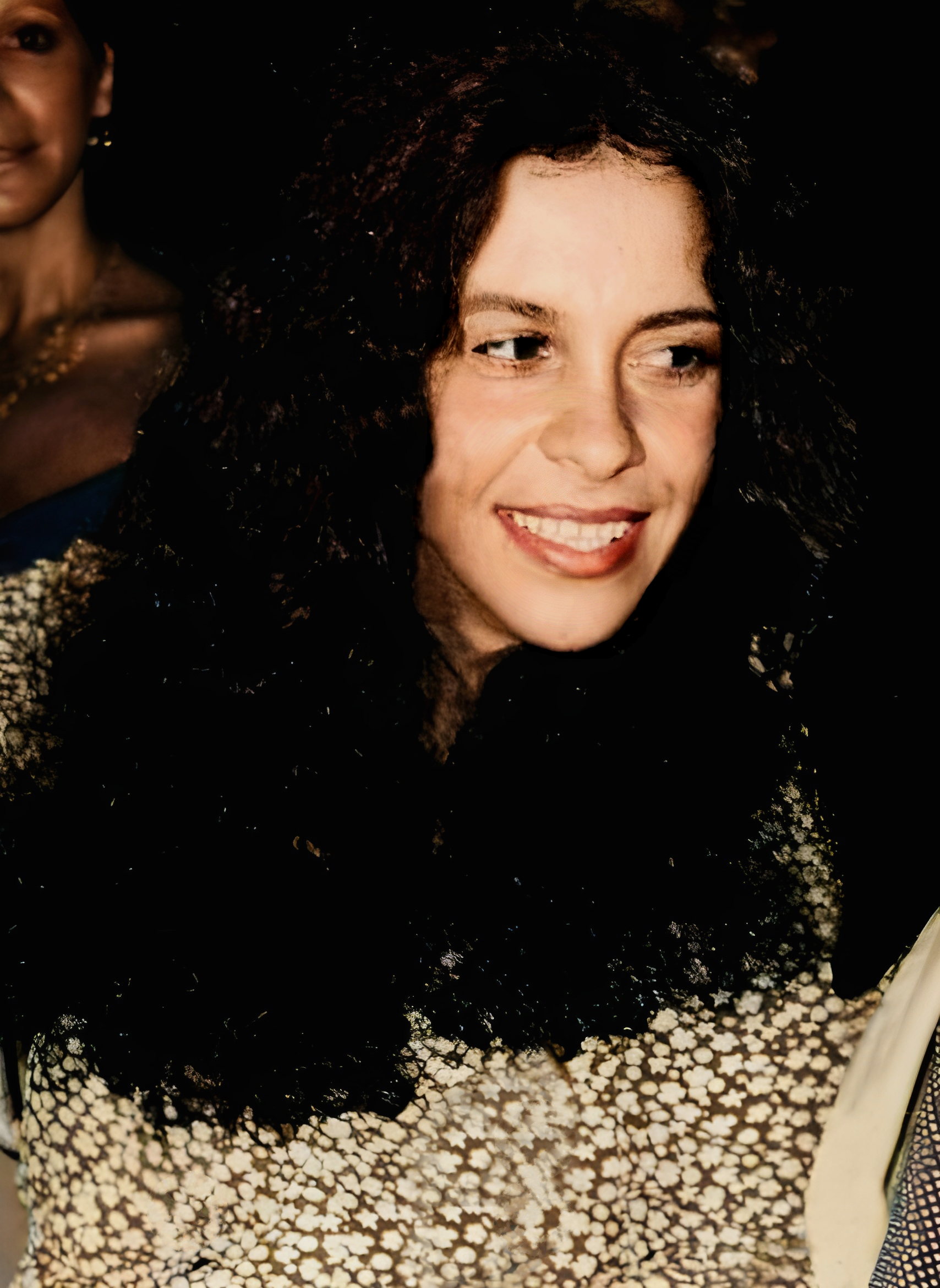
Gal Costa

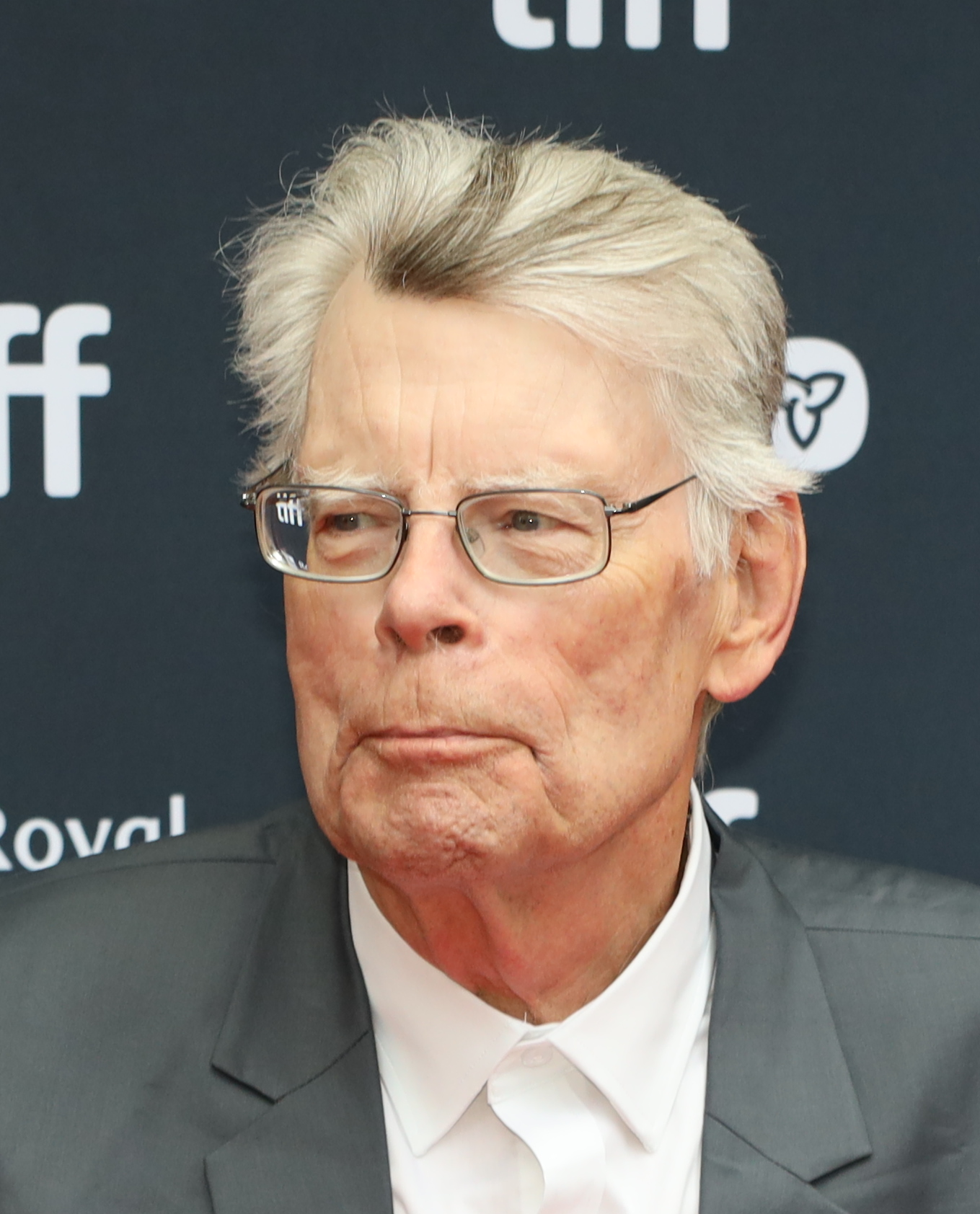
Stephen King

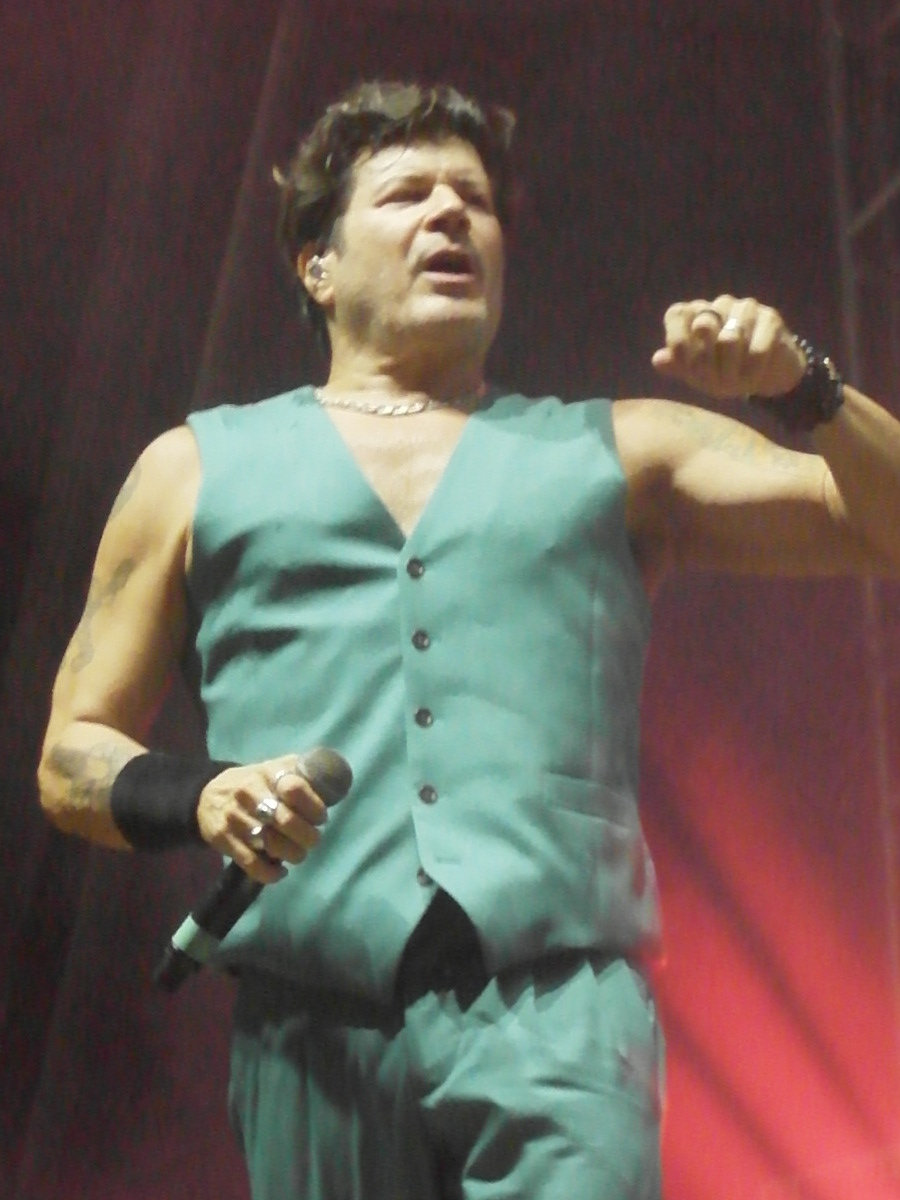
Paulo Ricardo

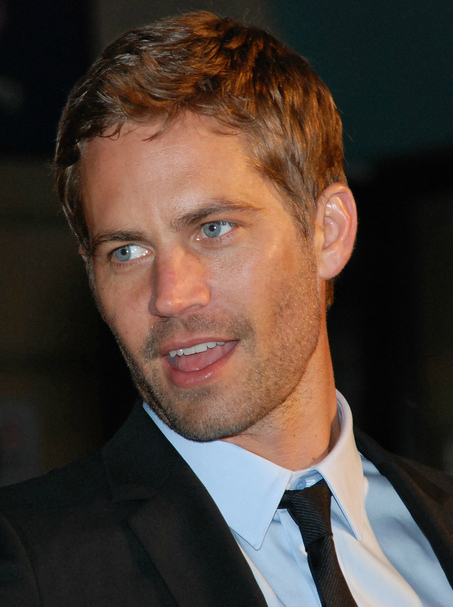
Paul Walker

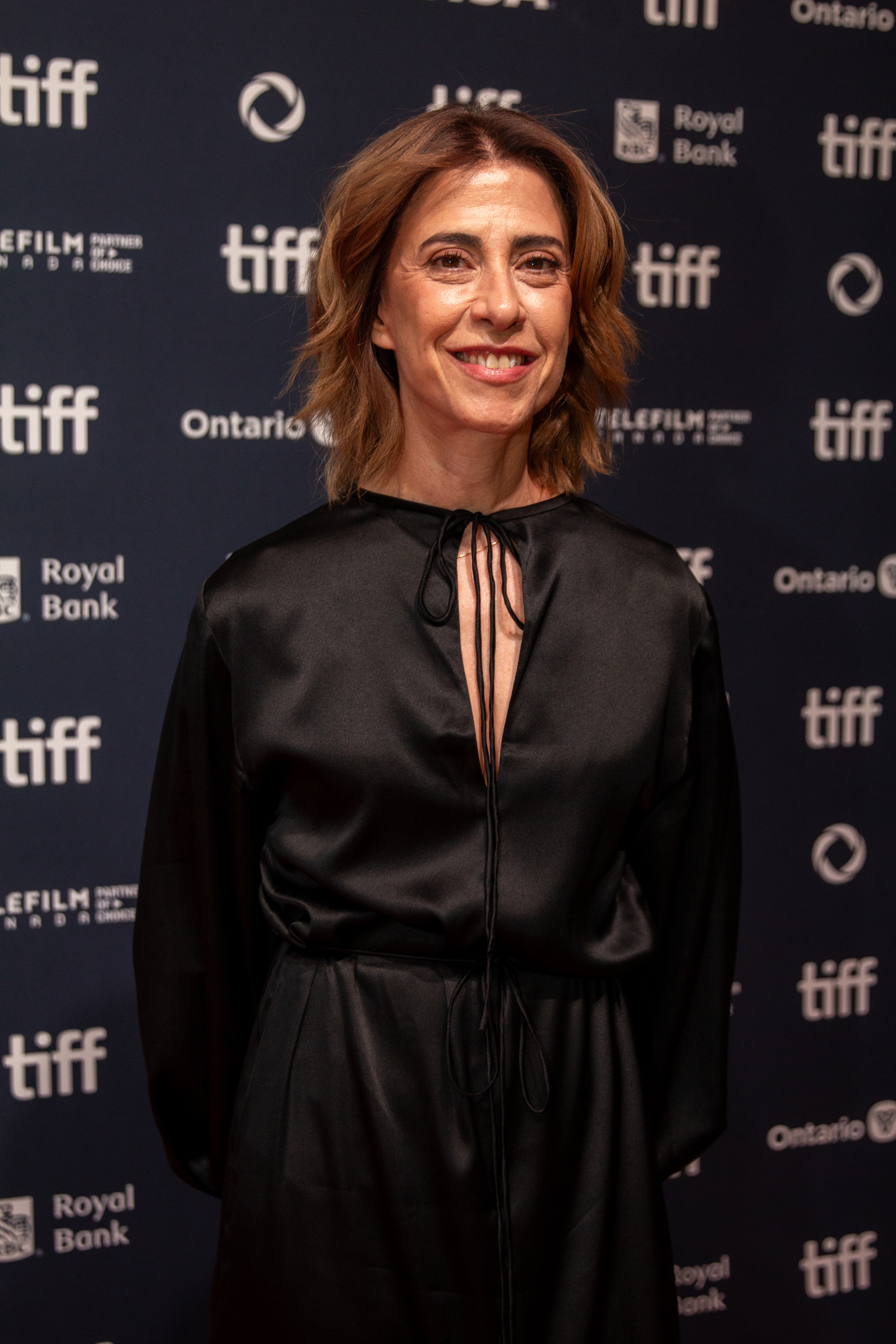
Fernanda Torres

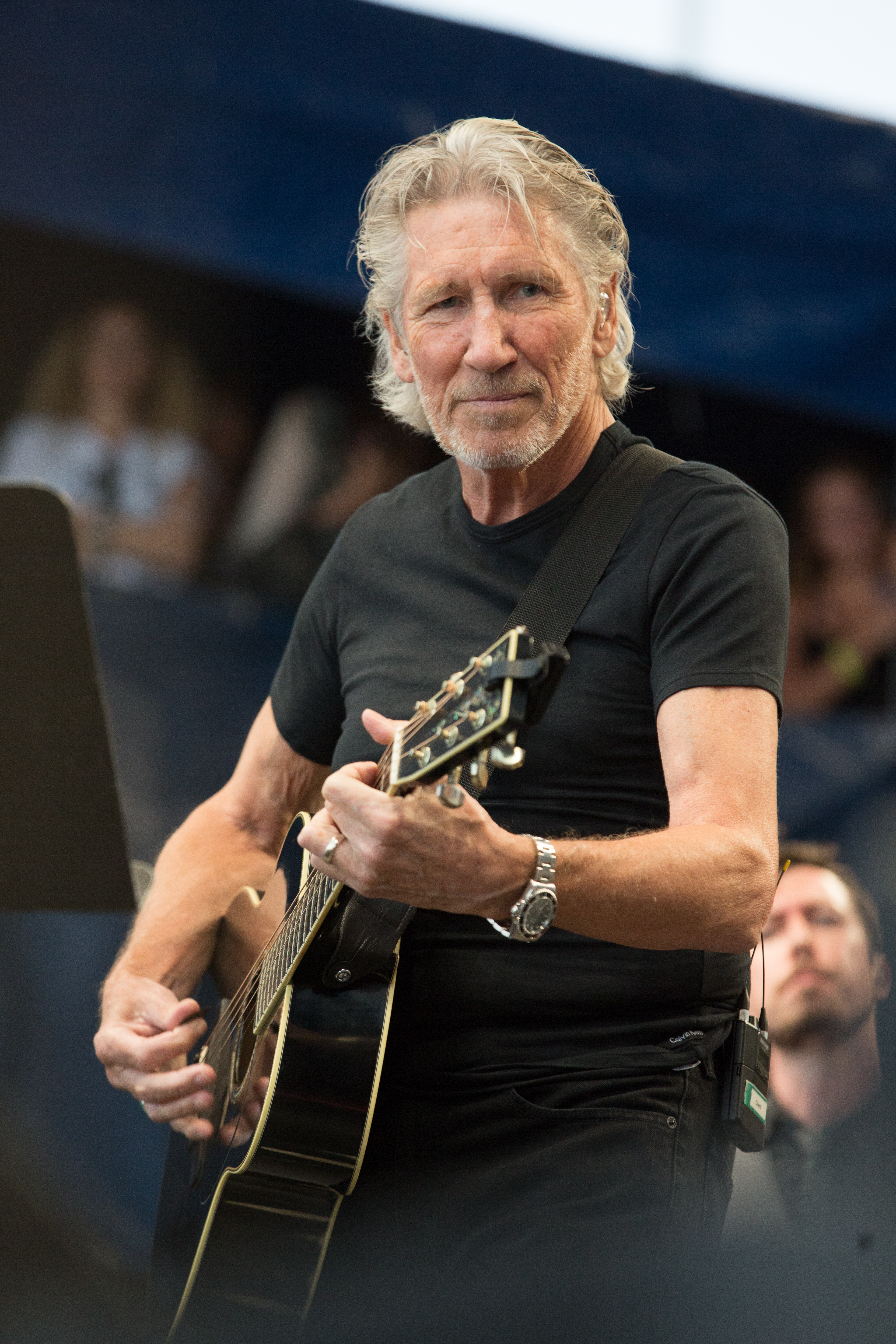
Roger Waters

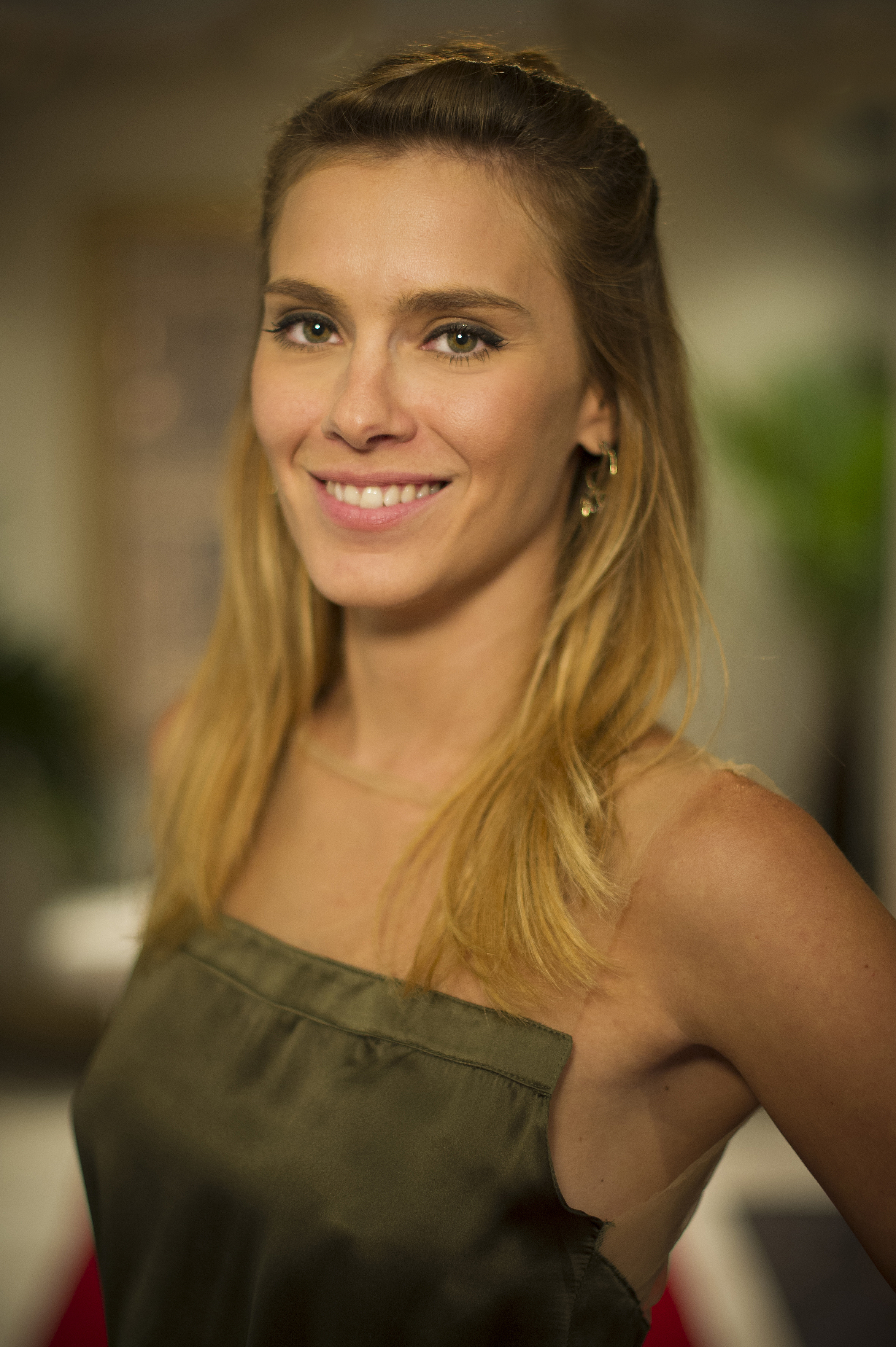
Carolina Dieckmann

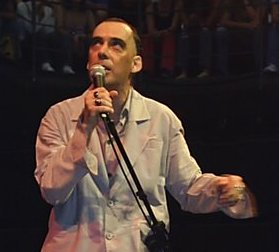
Arnaldo Antunes

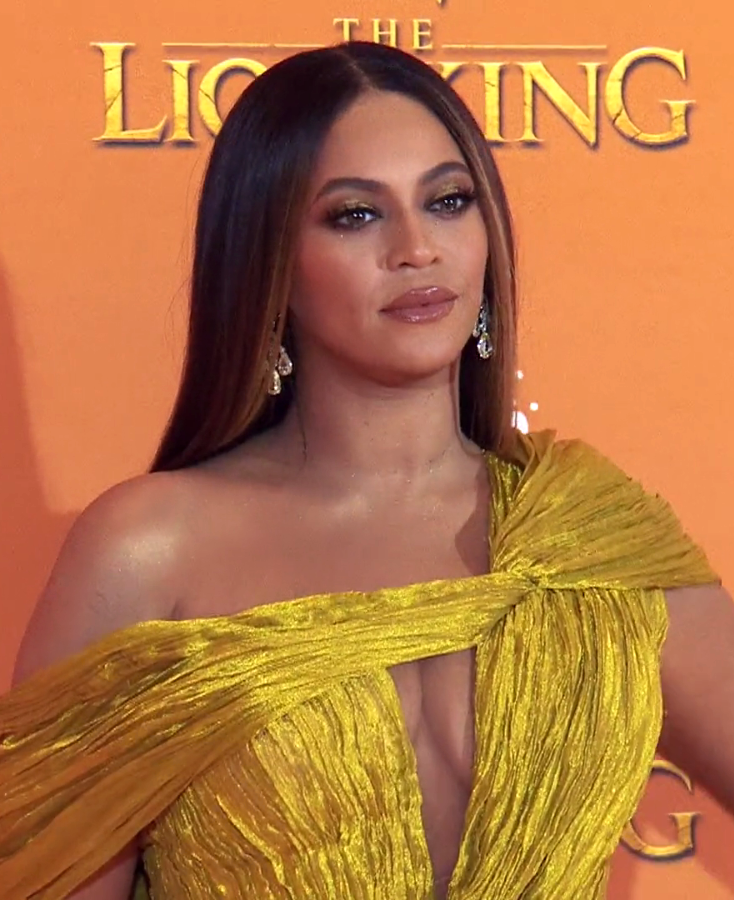
Beyoncé

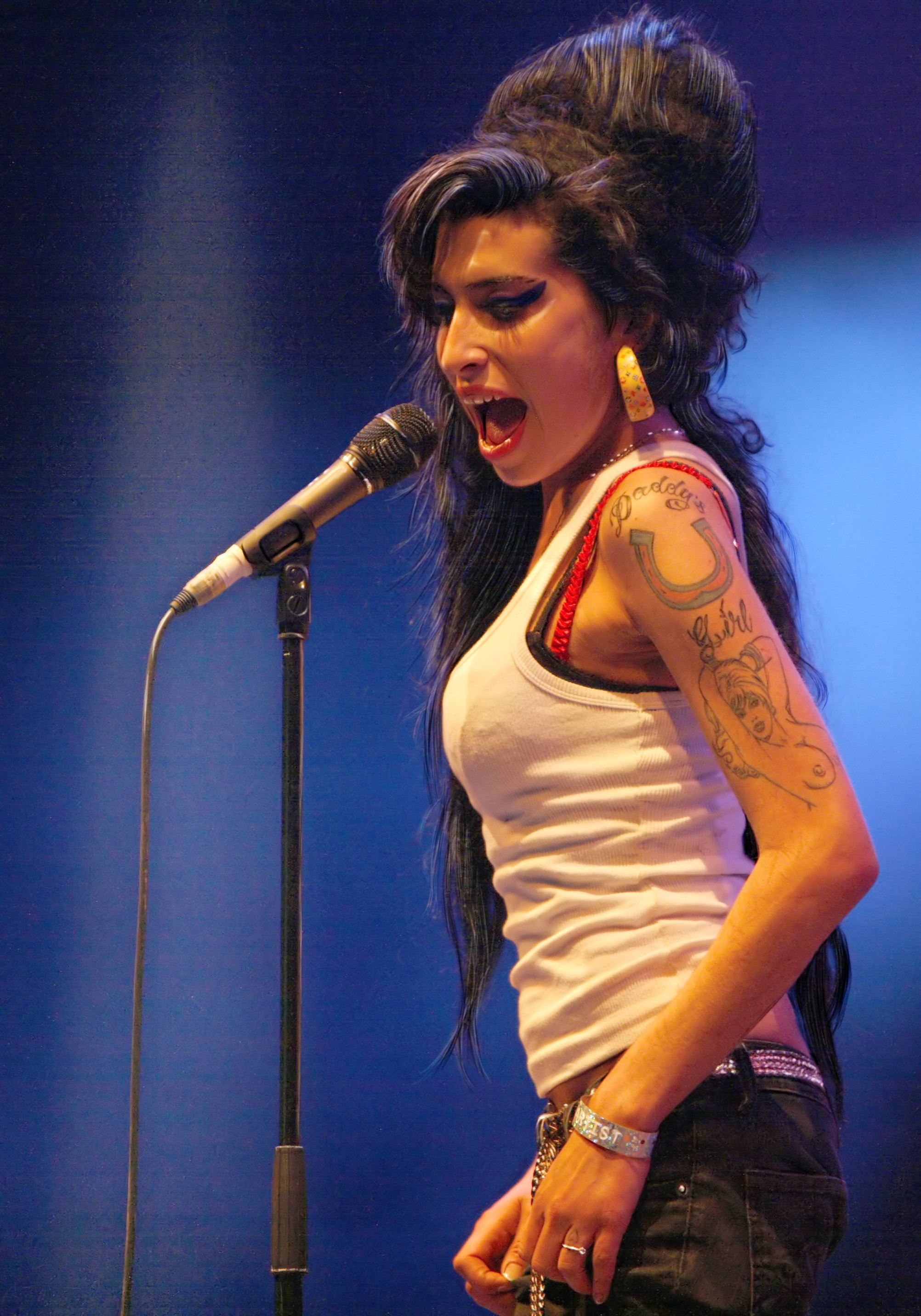
Amy Winehouse

- 1 de setembro de 1952 – Abel Braga, ex-treinador de futebol e ex-futebolista brasileiro.
- 1 de setembro de 1980 – Thiago Rodrigues, ator brasileiro.
- 1 de setembro de 1996 – Zendaya, atriz e cantora estadunidense.
- 1 de setembro de 2000 – Cassady McClincy, atriz norte-americana.
- 1 de setembro de 2006 — Luisa Bresser, atriz, cantora, bailarina e influencer brasileira.
- 1 de setembro de 2008 – Nathália Costa, atriz brasileira.
- 2 de setembro de 1924 – Ramón Valdés, ator mexicano (m. 1988).
- 2 de setembro de 1958 – Victor Fasano, ator brasileiro.
- 2 de setembro de 1960 – Arnaldo Antunes, músico e poeta brasileiro.
- 2 de setembro de 1961 – Oscar Magrini, ator brasileiro.
- 2 de setembro de 1964 – Keanu Reeves, ator e músico canadense.
- 2 de setembro de 1966 – Mauro Beting, jornalista brasileiro.
- 2 de setembro de 1966 – Salma Hayek, atriz mexicana.
- 3 de setembro de 1888 – Nereu Ramos, advogado e político brasileiro, 20.° presidente do Brasil (m. 1958).
- 3 de setembro de 1931 – Paulo Maluf, político brasileiro.
- 3 de setembro de 1964 – Gisele Fróes, atriz brasileira.
- 3 de setembro de 1971 – Luciano Huck, apresentador de televisão brasileiro.
- 3 de setembro de 1979 – Júlio César, futebolista brasileiro.
- 3 de setembro de 1982 – Thammy Miranda, ator, repórter e político brasileiro.
- 3 de setembro de 1989 – Gusttavo Lima, músico brasileiro.
- 3 de setembro de 1990 – Bianca Bin, atriz brasileira.
- 3 de setembro de 1991 – Maurício Destri, ator brasileiro.
- 3 de setembro de 1997 – Victor Meyniel, ator, humorista e ex-youtuber brasileiro.
- 4 de setembro de 1930 – Milton Moraes, ator brasileiro (m. 1993).
- 4 de setembro de 1963 – Vanessa Alves, atriz e dubladora brasileira.
- 4 de setembro de 1977 – Daniel Warren, ator e apresentador brasileiro.
- 4 de setembro de 1981 – Beyoncé, cantora e compositora estadunidense.
- 4 de setembro de 1984 – José Trassi, ator, dublador e apresentador brasileiro.
- 5 de setembro de 1973 – Rachel Sheherazade, jornalista brasileira.
- 5 de setembro de 1975 – Criolo, "rapper" brasileiro.
- 5 de setembro de 1981 – Carlo Porto, ator brasileiro.
- 5 de setembro de 1981 – Marcelo Adnet, ator, cantor e humorista brasileiro.
- 6 de setembro de 1943 – Roger Waters, músico e compositor britânico.
- 6 de setembro de 1965 – Gleisi Hoffmann, política brasileira.
- 6 de setembro de 1988 – Wesley Safadão, cantor e empresário brasileiro.
- 6 de setembro de 2004 – Xande Valois, ator brasileiro.
- 7 de setembro de 1533 – Isabel I de Inglaterra (m. 1603).
- 7 de setembro de 1960 – Blota Filho, ator brasileiro.
- 7 de setembro de 1965 – Guto Ferreira, treinador de futebol brasileiro.
- 7 de setembro de 1965 – Mart'nália, cantora brasileira.
- 7 de setembro de 1967 – Toni Garrido, cantor, compositor e ator brasileiro.
- 7 de setembro de 1971 – Maria Beltrão, jornalista brasileira.
- 8 de setembro de 1970 – Benny Ibarra, ator e cantor mexicano.
- 8 de setembro de 1971 – David Arquette, ator estadunidense.
- 8 de setembro de 1982 – Leandra Leal, atriz brasileira.
- 8 de setembro de 1982 – Pink, cantora estadunidense.
- 8 de setembro de 2002 – Gaten Matarazzo, ator estadunidense.
- 9 de setembro de 1962 – Renato Gaúcho, ex-futebolista e treinador de futebol brasileiro.
- 9 de setembro de 1964 – Aílton Graça, ator brasileiro.
- 9 de setembro de 1966 – Adam Sandler, ator estadunidense.
- 9 de setembro de 1966 – Neto, ex-futebolista, apresentador e comentarista esportivo brasileiro.
- 9 de setembro de 1968 – Daniel, cantor brasileiro.
- 9 de setembro de 1974 – Ana Carolina, cantora e compositora brasileira.
- 9 de setembro de 1975 – Michael Bublé, ator e cantor canadense.
- 9 de setembro de 1977 – Maria Rita, cantora brasileira.
- 10 de setembro de 1928 – Selma Lopes, atriz e dubladora brasileira.
- 10 de setembro de 1942 – Ary Coslov, ator e diretor brasileiro.
- 10 de setembro de 1953 – Wolf Maya, ator e diretor brasileiro.
- 10 de setembro de 1960 – Colin Firth, ator britânico.
- 10 de setembro de 2004 – Gabriel Bateman, ator norte-americano.
- 11 de setembro de 1965 – Eduardo Semerjian, ator brasileiro.
- 11 de setembro de 1965 – Moby, DJ, cantor de músicas eletrônicas estadunidense.
- 11 de setembro de 1979 – Cameron Richardson, atriz norte-americana.
- 11 de setembro de 1992 – Maria Gabriela de Faria, atriz e cantora venezuelana.
- 11 de setembro de 2004 – Gabriella Saraivah, atriz, cantora e youtuber brasileira.
- 12 de setembro de 1902 – Juscelino Kubitschek, médico e político brasileiro, 21.° presidente do Brasil (m. 1976).
- 12 de setembro de 1944 – Barry White, cantor norte-americano (m. 2003).
- 12 de setembro de 1949 – Tânia Alves, atriz e cantora brasileira.
- 12 de setembro de 1956 – Roger Rocha Moreira, cantor e compositor brasileiro.
- 12 de setembro de 1966 – Malu Mader, atriz brasileira.
- 12 de setembro de 1973 – Paul Walker, ator norte-americano (m. 2013).
- 12 de setembro de 1981 – Jennifer Hudson, atriz, cantora e compositora norte-americana.
- 12 de setembro de 1986 – Felipe Titto, ator brasileiro.
- 13 de setembro de 1927 – Laura Cardoso, atriz brasileira.
- 13 de setembro de 1949 – Mamma Bruschetta, atriz e apresentadora de televisão brasileira.
- 13 de setembro de 1969 – Tyler Perry, ator, produtor, diretor e roteirista estadunidense.
- 13 de setembro de 1988 – KondZilla, produtor musical e empresário brasileiro.
- 13 de setembro de 1989 – Thomas Müller, futebolista alemão.
- 13 de setembro de 1996 – Lili Reinhart, atriz e cantora estadunidense.
- 13 de setembro de 2006 – Isabella Rice, atriz norte-americana.
- 14 de setembro de 1955 – Papa Leão XIV.
- 14 de setembro de 1958 – Arlindo Cruz, cantor, compositor e instrumentista brasileiro.
- 14 de setembro de 1971 – Alexandre Padilha, médico e político brasileiro.
- 14 de setembro de 1971 – Andre Matos, músico brasileiro (m. 2019).
- 14 de setembro de 1979 – Ricardo Pereira, ator português.
- 14 de setembro de 1983 – Amy Winehouse, cantora e compositora britânica (m. 2011).
- 14 de setembro de 1984 – Adam Lamberg, ator estadunidense.
- 14 de setembro de 1984 – Fernanda Vasconcellos, atriz brasileira.
- 14 de setembro de 1986 – Giovanna Ewbank, atriz e modelo brasileira.
- 15 de setembro de 1964 – Gabriela Rivero, atriz mexicana.
- 15 de setembro de 1965 – Fernanda Torres, atriz brasileira.
- 15 de setembro de 1968 – Angelita Feijó, atriz, socialite e ex-modelo brasileira.
- 15 de setembro de 1977 – Tom Hardy, ator britânico.
- 15 de setembro de 1998 – MC Kevinho, cantor brasileiro.
- 15 de setembro de 2001 – Emma Fuhrmann, atriz americana.
- 16 de setembro de 1936 – Yara Amaral, atriz brasileira (m. 1988).
- 16 de setembro de 1955 – Renan Calheiros, político brasileiro.
- 16 de setembro de 1957 – Falcão, arquiteto, apresentador de televisão, ator, cantor, compositor, humorista e músico brasileiro.
- 16 de setembro de 1964 – Andréa Beltrão, atriz brasileira.
- 16 de setembro de 1978 – Carolina Dieckmann, atriz brasileira.
- 16 de setembro de 1981 – Alexis Bledel, atriz estadunidense.
- 17 de setembro de 1960 – César Filho, jornalista brasileiro.
- 17 de setembro de 1962 – Fátima Bernardes, jornalista brasileira.
- 17 de setembro de 1979 – Negra Li, cantora brasileira.
- 17 de setembro de 2007 – Laura Rauseo, atriz brasileira.
- 17 de setembro de 2008 – Mia Talerico, atriz estadunidense.
- 18 de setembro de 1953 – Celso Freitas, jornalista e apresentador brasileiro.
- 18 de setembro de 1969 – Cláudio Gabriel, ator brasileiro.
- 18 de setembro de 1970 – Marcello Airoldi, ator e diretor brasileiro.
- 18 de setembro de 1975 – Poliana Abritta, jornalista brasileira.
- 18 de setembro de 1976 – Ronaldo Nazário, ex-futebolista e empresário brasileiro.
- 18 de setembro de 2003 – Aidan Gallagher, ator e cantor norte-americano.
- 18 de setembro de 2008 – Jackson Robert Scott, ator norte-americano.
- 19 de setembro de 1921 – Paulo Freire, educador brasileiro (m. 1997).
- 19 de setembro de 1930 – Ruth Cardoso, antropóloga e socióloga brasileira (m. 2008).
- 19 de setembro de 1961 – Bia Seidl, atriz brasileira.
- 19 de setembro de 1978 – Luisa Mell, apresentadora de televisão, atriz e ativista brasileira.
- 19 de setembro de 1982 – Bruno Formiga, jornalista, comentarista esportivo e apresentador brasileiro.
- 19 de setembro de 1983 – Silvio Guindane, ator brasileiro.
- 19 de setembro de 1988 – Thiago Martins, ator, cantor e compositor brasileiro.
- 19 de setembro de 1991 – Aline Dias, atriz brasileira.
- 19 de setembro de 1880 – Zequinha de Abreu, compositor e clarinetista brasileiro.
- 19 de setembro de 1943 – César Camargo Mariano, pianista, arranjador e compositor brasileiro.
- 20 de setembro de 1945 – Paulo César Farias, político e empresário brasileiro (m. 1996).
- 20 de setembro de 1975 – André Henning, jornalista e narrador esportivo brasileiro.
- 20 de setembro de 1975 – Juan Pablo Montoya, automobilista colombiano.
- 20 de setembro de 1983 – Gracyanne Barbosa, dançarina e modelo brasileira.
- 20 de setembro de 1993 – Arianne Botelho, atriz brasileira.
- 21 de setembro de 1947 – Stephen King, escritor estadunidense.
- 21 de setembro de 1952 – Anneliese Michel, estudante e mística alemã (m. 1976).
- 21 de setembro de 1966 – Ingra Lyberato, atriz brasileira.
- 21 de setembro de 1975 – Acelino Popó Freitas, ex-pugilista e político brasileiro.
- 21 de setembro de 1976 – Edmilson Filho, ator e comediante brasileiro.
- 21 de setembro de 1977 – Danni Suzuki, atriz brasileira.
- 21 de setembro de 1983 – Maggie Grace, atriz estadunidense.
- 21 de setembro de 1985 – Jacqueline Sato, atriz brasileira.
- 21 de setembro de 1990 – Wirley Contaifer, ator e dublador brasileiro.
- 21 de setembro de 1993 – Laura Neiva, atriz e modelo brasileira.
- 22 de setembro de 1953 – Zezé Polessa, atriz brasileira.
- 22 de setembro de 1984 – Thiago Silva, futebolista brasileiro.
- 22 de setembro de 1995 – Lim Na-yeon, cantora, dançarina, modelo e compositora sul-coreana.
- 22 de setembro de 2001 – Gabriel Kaufmann, ator brasileiro.
- 23 de setembro de 1940 – Michel Temer, advogado e político brasileiro, 37.° presidente do Brasil.
- 23 de setembro de 1959 – Hortência Marcari, ex-basquetebolista brasileira.
- 23 de setembro de 1962 – Paulo Ricardo, músico, compositor, cantor, baixista, guitarrista, jornalista e ator brasileiro.
- 23 de setembro de 1984 – Anneliese van der Pol, atriz estadunidense.
- 23 de setembro de 1985 – Day Mesquita, atriz e apresentadora brasileira.
- 23 de setembro de 1986 – Titi Müller, VJ e apresentadora brasileira.
- 23 de setembro de 1989 – A.J. Applegate, atriz estadunidense de filmes eróticos.
- 23 de setembro de 2004 – Anthony Gonzalez, ator norte-americano.
- 23 de setembro de 2005 – Pedro Motta, ator, cantor e apresentador brasileiro.
- 24 de setembro de 1979 – André Marques, ator e apresentador de televisão brasileiro.
- 24 de setembro de 1980 – Juliano Cazarré, ator brasileiro.
- 24 de setembro de 1986 – Nanda Costa, atriz brasileira.
- 24 de setembro de 2001 – Jade Picon, atriz e influenciadora brasileira.
- 25 de setembro de 1944 – Michael Douglas, ator e cineasta estadunidense.
- 25 de setembro de 1948 – Glória Perez, autora de telenovelas brasileira.
- 25 de setembro de 1949 – Ronaldo Caiado, político brasileiro.
- 25 de setembro de 2003 – Bella Ramsey, atriz britânica.
- 26 de setembro de 1940 – Cláudio Marzo, ator brasileiro (m. 2015).
- 26 de setembro de 1945 – Gal Costa, cantora brasileira (m. 2022).
- 26 de setembro de 1948 – Olivia Newton-John, atriz e cantora britânica (m. 2022).
- 26 de setembro de 1969 – Dan Stulbach, ator brasileiro.
- 26 de setembro de 1973 – Leandro Hassum, ator e humorista brasileiro.
- 26 de setembro de 2002 – JP Rufino, ator brasileiro.
- 27 de setembro de 1947 – Dennis Carvalho, ator e diretor brasileiro.
- 27 de setembro de 1971 – Caco Ciocler, ator brasileiro.
- 27 de setembro de 1972 – Gwyneth Paltrow, atriz e cantora norte-americana.
- 27 de setembro de 1979 – Danilo Gentili, humorista brasileiro.
- 27 de setembro de 1982 – Lil Wayne, rapper norte-americano.
- 27 de setembro de 1982 – MariMoon, apresentadora de televisão e estilista brasileira.
- 27 de setembro de 1984 – Avril Lavigne, cantora canadense.
- 27 de setembro de 1988 – Douglas Silva, ator brasileiro.
- 27 de setembro de 1990 — Diogo Defante, humorista, youtuber e músico brasileiro.
- 27 de setembro de 2002 — Jenna Ortega, atriz norte-americana.
- 28 de setembro de 1950 – Amaury Jr., apresentador de televisão brasileiro.
- 28 de setembro de 1956 – Roberta Miranda, cantora brasileira.
- 28 de setembro de 1971 – Patrícia França, atriz brasileira.
- 28 de setembro de 1972 – Guta Stresser, atriz brasileira.
- 28 de setembro de 1972 – Kevin MacLeod, compositor e músico estadunidense.
- 28 de setembro de 1987 – Hilary Duff, atriz e cantora estadunidense.
- 29 de setembro de 1927 – Cid Moreira, jornalista e apresentador de televisão brasileiro (m 2024).
- 29 de setembro de 1958 – Eduardo Cunha, político brasileiro.
- 29 de setembro de 1979 – Helen Ganzarolli, atriz e apresentadora brasileira.
- 29 de setembro de 1986 – Lana Rhodes, atriz e cantora brasileira.
- 29 de setembro de 1994 – Halsey, cantora estadunidense.
- 29 de setembro de 2000 – Gabriel Menino, futebolista brasileiro.
- 30 de setembro de 1957 – Xororó, cantor brasileiro.
- 30 de setembro de 1976 – Evaristo Costa, jornalista brasileiro.
- 30 de setembro de 1977 – Tico Santa Cruz, músico, escritor e compositor brasileiro.
- 30 de setembro de 1999 – Flávia Saraiva, ginasta brasileira.
- 30 de setembro de 2002 – Maddie Ziegler, dançarina, atriz e modelo estadunidense.

## Mortes
- 1 de setembro de 1982 – Isabel Cristina, estudante brasileira. (n. 1962)
- 5 de setembro de 2018 – Beatriz Segall, atriz brasileira. (n. 1926)
- 5 de setembro de 2024 – Sérgio Mendes, músico brasileiro. (n. 1941)
- 6 de setembro de 2007 – Luciano Pavarotti, tenor italiano (n. 1935).
- 7 de setembro de 2004 — Miriam Pires, atriz brasileira (n. 1927).
- 7 de setembro de 2023 — Raimundo Varela, jornalista e político brasileiro (n. 1947).
- 7 de setembro de 2024 — Fabio Arruda, consultor de etiqueta e apresentador brasileiro (n. 1970).
- 8 de setembro de 2011 — Marcos Plonka, ator e humorista brasileiro (n. 1939).
- 8 de setembro de 2022 – Elizabeth II do Reino Unido. (n. 1926)
- 9 de setembro de 2018 – Mr. Catra, compositor, cantor e rapper brasileiro (n. 1968).
- 9 de setembro de 2024 — James Earl Jones, ator e dublador estadunidense (n. 1931).
- 10 de setembro de 2001 — Toninho do PT, político brasileiro (n. 1952).
- 10 de setembro de 2007 — Jane Wyman, atriz estadunidense (n. 1914).
- 10 de setembro de 2014 — Richard Kiel, ator estadunidense (n. 1930).
- 11 de setembro de 2003 — John Ritter, ator e dublador norte-americano (n. 1948).
- 11 de setembro de 2009 — Jim Carroll, escritor e músico estadunidense (n. 1949).
- 11 de setembro de 2011 — Andy Whitfield, ator britânico (n. 1972).
- 11 de setembro de 2024 — Alberto Fujimori, político peruano (n. 1938).
- 12 de setembro de 1992 — Anthony Perkins, ator norte-americano (n. 1932).
- 12 de setembro de 1997 — João Paulo, cantor brasileiro (n. 1960).
- 13 de setembro de 2007 – Pedro de Lara, comediante e radialista brasileiro (n. 1925).
- 13 de setembro de 2015 – Betty Lago, atriz brasileira (n. 1955).
- 13 de setembro de 2022 – Sílvio Lancellotti, jornalista, arquiteto, gastrônomo e escritor brasileiro (n. 1944).
- 14 de setembro de 2006 – Paulo Marques, jornalista, radialista e político brasileiro (n. 1948).
- 14 de setembro de 2016 – Duda Ribeiro, ator brasileiro (n. 1962).
- 15 de setembro de 2006 — Rodney Gomes, dublador brasileiro (n. 1936).
- 15 de setembro de 2016 — Domingos Montagner, ator brasileiro (n. 1962).
- 15 de setembro de 2019 — Roberto Leal, cantor, compositor e ator português (n. 1951).
- 16 de setembro de 2017 — Marcelo Rezende, jornalista brasileiro (n. 1951).
- 19 de setembro de 2001 — Cláudio Mamberti, ator brasileiro (n. 1940).
- 19 de setembro de 2021 — Luis Gustavo, ator hispano-brasileiro (n. 1934).
- 21 de setembro de 2019 — Aron Eisenberg, ator norte-americano (n. 1969).
- 21 de setembro de 2023 — Walewska, jogadora brasileira de voleibol (n. 1979).
- 22 de setembro de 2009 — Andréa Maltarolli, autora de novelas brasileira (n. 1962).
- 22 de setembro de 2009 — Dirce Migliaccio, atriz brasileira (n. 1933).
- 22 de setembro de 2023 — Maria Carmem Barbosa, dramaturga, escritora de telenovelas e roteirista brasileira. (n. 1947).
- 24 de setembro de 2024 — Roberto Frota, ator brasileiro (n. 1939).
- 25 de setembro de 2012 — Andy Williams, cantor estadunidense (n. 1927).
- 26 de setembro de 2001 — Walter Avancini, escritor e diretor de telenovelas brasileiro (n. 1935).
- 26 de setembro de 2008 — Paul Newman, ator estadunidense (n. 1925).
- 26 de setembro de 2016 — Carmen Silva, cantora e compositora brasileira (n. 1945).
- 26 de setembro de 2024 — John Ashton, ator estadunidense (n. 1948).
- 27 de setembro de 2005 — Ronald Golias, comediante e ator brasileiro (n. 1929).
- 27 de setembro de 2010 — Mário Tupinambá, humorista brasileiro (n. 1932).
- 27 de setembro de 2012 — Ted Boy Marino, ator e lutador de luta-livre ítalo-brasileiro (n. 1939).
- 28 de setembro de 2018 — Leonardo Machado, ator e modelo brasileiro (n. 1976).
- 28 de setembro de 2022 — Coolio, cantor, ator e empresário americano (n. 1963).
- 28 de setembro de 2024 — Maggie Smith, atriz inglesa (n. 1934).
- 29 de setembro de 2012 – Hebe Camargo, cantora, apresentadora de televisão e atriz brasileira (n. 1929).
- 29 de setembro de 2013 – Cláudio Cavalcanti, ator e político brasileiro (n. 1940).
- 30 de setembro de 2015 — Caio César, ator, dublador e policial militar brasileiro (n. 1988).
- 30 de setembro de 2019 — Newton Carlos, jornalista brasileiro de imprensa e televisão (n. 1927).
- 30 de setembro de 2020 — Quino, cartunista argentino (n. 1932).